# 클라인펠터 증후군
클라인펠터 증후군(Klinefelter's syndrome)은 성염색체 비분리에 의해 남자가 X 염색체를 두 개 이상 가지게 되는 유전병의 일종이다. 성염색체 핵형은 XXY, XXXY, XXXXY등의 비정상적인 형태를 가지고 있어, 남성이지만 생식 능력이 불완전하다. 47, XXY형은 성염색체 수 이상 중 가장 많은 비율을 차지하며, 남자 아기 500명 중에 한 명의 비율로 생긴다. 48, XXXY형은 17,000-50,000명당 한 명, 49, XXXXY형은 85,000-100,000명당 한 명 꼴로 나타난다. 외형상으로는 정상적인 경우가 대부분이다.
미국의 의사 해리 클라인펠터가 1942년 처음으로 기재하였다. 학습능력 장애등의 증상이 나타날 수 있으며, 이 증후군의 사람은 여드름이 많고 공격성향이 강하다는 연구결과가 있었지만 최근에는 부정되고 있다.

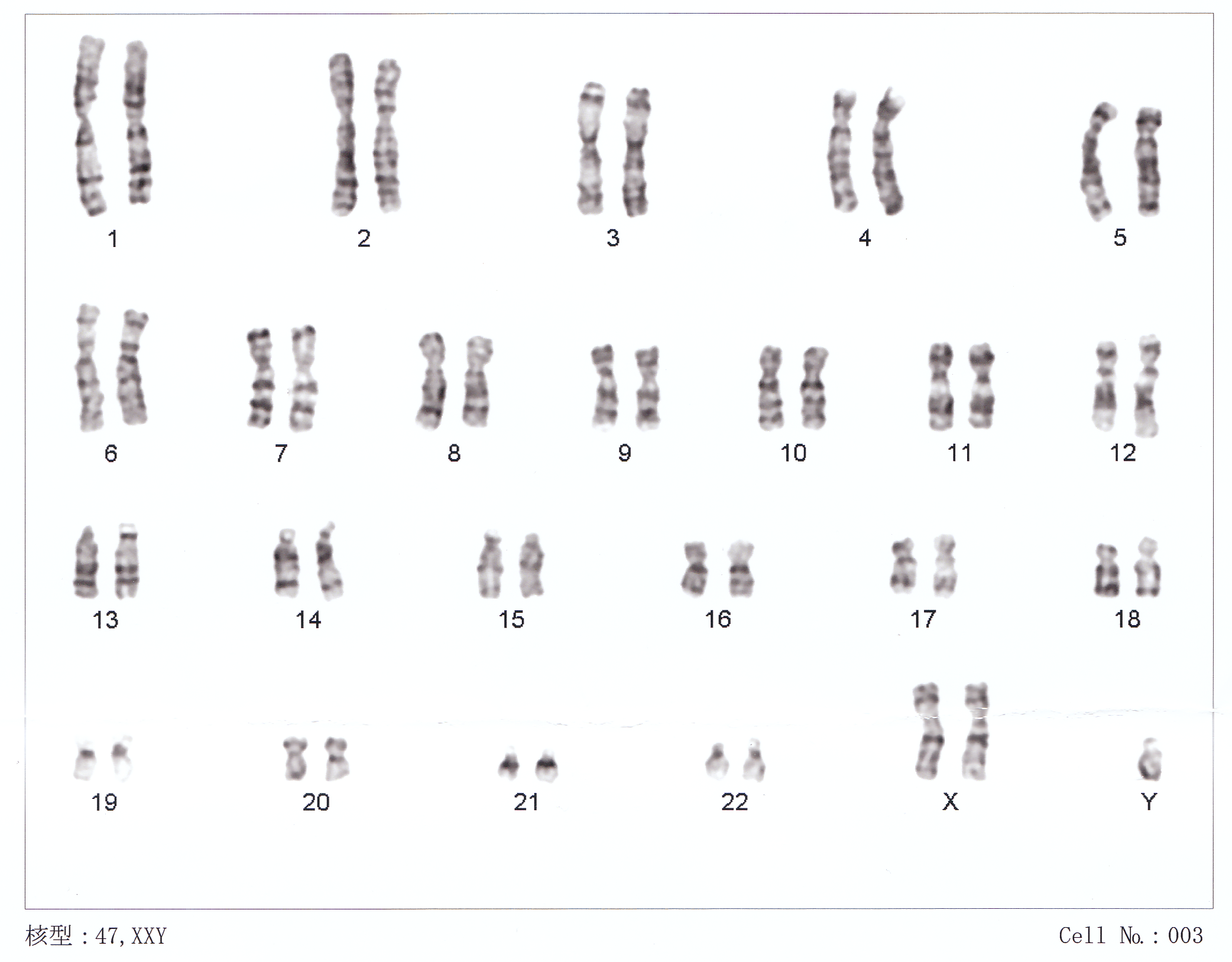
클라인펠터 증후군 환자의 핵형.

## 같이 보기
- 프랑시스 옴 - 프랑스의 연쇄 살인자로 클라인펠터 증후군 환자이다.
- 인터섹스

- 선천 부신 과다형성
- 안드로겐 무감응 증후군
- 5알파-환원효소 2 결핍증
- 터너 증후군